# Gran Premi dels Països Baixos del 2023
El Gran Premi dels Països Baixos de Fórmula 1, tretzena cursa de la temporada 2023, s'ha disputat al Circuit de Zandvoort entre els dies 25 a 27 d'agost del 2023.

## Precedents i entrenaments lliures
El pilot de proves de Ferrari Robert Shwartzman va substituir Carlos Sainz Jr. en la primera sessió d'entrenaments lliures.
En la segona sessió d'entrenaments lliures, Oscar Piastri va col·lidir contra la paret i Daniel Ricciardo, per no xocar amb el seu compatriota també va col·lidir contra la paret i, en no alliberar el volant en el moment de la col·lisió, va patir una fractura de mà que el va obligar a perdre's la resta del Gran Premi. En el seu lloc, pren el relleu el pilot de proves d'AlphaTauri, el neozelandès Liam Lawson, que debuta definitivament a la categoria.

## Qualificació
La qualificació fou realitzada el dia 26 d'agost.
| Pos.                | Nº | Pilot            | Equip/Motor           | Part 1   | Part 2   | Part 3   | Graella |
| ------------------- | -- | ---------------- | --------------------- | -------- | -------- | -------- | ------- |
| 1                   | 1  | Max Verstappen   | Red Bull-RBPT         | 1:20.965 | 1:18.856 | 1:10.567 | 1       |
| 2                   | 4  | Lando Norris     | McLaren-Mercedes      | 1:21.276 | 1:19.769 | 1:11.104 | 2       |
| 3                   | 63 | George Russell   | Mercedes              | 1:21.345 | 1:19.620 | 1:11.294 | 3       |
| 4                   | 23 | Alexander Albon  | Williams-Mercedes     | 1:20.939 | 1:19.399 | 1:11.419 | 4       |
| 5                   | 14 | Fernando Alonso  | Aston Martin-Mercedes | 1:21.840 | 1:19.429 | 1:11.506 | 5       |
| 6                   | 55 | Carlos Sainz Jr. | Ferrari               | 1:21.321 | 1:19.929 | 1:11.754 | 6       |
| 7                   | 11 | Sergio Pérez     | Red Bull-RBPT         | 1:21.972 | 1:19.856 | 1:11.880 | 7       |
| 8                   | 81 | Oscar Piastri    | McLaren-Mercedes      | 1:21.231 | 1:19.392 | 1:11.938 | 8       |
| 9                   | 16 | Charles Leclerc  | Ferrari               | 1:22.019 | 1:19.600 | 1:12.665 | 9       |
| 10                  | 2  | Logan Sargeant   | Williams-Mercedes     | 1:22.036 | 1:20.067 | 1:16.748 | 10      |
| 11                  | 18 | Lance Stroll     | Aston Martin-Mercedes | 1:21.570 | 1:20.121 |          | 11      |
| 12                  | 10 | Pierre Gasly     | Alpine-Renault        | 1:21.735 | 1:20.128 |          | 12      |
| 13                  | 44 | Lewis Hamilton   | Mercedes              | 1:21.919 | 1:20.151 |          | 13      |
| 14                  | 22 | Yuki Tsunoda     | AlphaTauri-RBPT       | 1:21.781 | 1:20.230 |          | 171     |
| 15                  | 27 | Nico Hülkenberg  | Haas-Ferrari          | 1:21.891 | 1:20.250 |          | 14      |
| 16                  | 24 | Guanyu Zhou      | Alfa Romeo-Ferrari    | 1:22.067 |          |          | 15      |
| 17                  | 31 | Esteban Ocon     | Alpine-Renault        | 1:22.110 |          |          | 16      |
| 18                  | 20 | Kevin Magnussen  | Haas-Ferrari          | 1:22.192 |          |          | PL2     |
| 19                  | 77 | Valtteri Bottas  | Alfa Romeo-Ferrari    | 1:22.260 |          |          | 18      |
| 20                  | 40 | Liam Lawson      | AlphaTauri-RBPT       | 1:23.420 |          |          | 19      |
| 107% Temps:1:26.604 |    |                  |                       |          |          |          |         |
| Font:               |    |                  |                       |          |          |          |         |

Notes
- ^1  – Carlos Sainz Jr. va rebre una reprimenda per bloquejar Oscar Piastri a la sortida de boxes, i l'Scuderia Ferrari va rebre la multa de €5000.
- ^2  – Yuki Tsunoda va ser penalitzat amb tres posicions a la graella de sortida per bloquejar Lewis Hamilton durant el Q2.
- ^3  – Kevin Magnussen va qualificar en 18è, però va sortir en últim per canviar la unitat de potència, va rebre una sanció de 10 llocs per reemplaçar la caixa de canvis i finalment va sortir des del carrer de boxes per canviar components del motor, a més d'aquestes parts, sense aprovació de lequip tècnic.

## Resultats de la cursa
La cursa fou realitzada el dia 27 d'agost.
| Pos.                                                                               | Nº | Pilot            | Equip/Motor           | Voltes | Temps/Retirada    | Graella | Punts |
| ---------------------------------------------------------------------------------- | -- | ---------------- | --------------------- | ------ | ----------------- | ------- | ----- |
| 1                                                                                  | 1  | Max Verstappen   | Red Bull-RBPT         | 72     | 2:24:04.411       | 1       | 25    |
| 2                                                                                  | 14 | Fernando Alonso  | Aston Martin-Mercedes | 72     | +3.744            | 5       | 191   |
| 3                                                                                  | 10 | Pierre Gasly     | Alpine-Renault        | 72     | +7.058            | 12      | 15    |
| 4                                                                                  | 11 | Sergio Pérez     | Red Bull-RBPT         | 72     | +10.0682          | 7       | 12    |
| 5                                                                                  | 55 | Carlos Sainz Jr. | Ferrari               | 72     | +12.541           | 6       | 10    |
| 6                                                                                  | 44 | Lewis Hamilton   | Mercedes              | 72     | +13.209           | 13      | 8     |
| 7                                                                                  | 4  | Lando Norris     | McLaren-Mercedes      | 72     | +13.232           | 2       | 6     |
| 8                                                                                  | 23 | Alexander Albon  | Williams-Mercedes     | 72     | +15.155           | 4       | 4     |
| 9                                                                                  | 81 | Oscar Piastri    | McLaren-Mercedes      | 72     | +16.580           | 8       | 2     |
| 10                                                                                 | 31 | Esteban Ocon     | Alpine-Renault        | 72     | +18.346           | 16      | 1     |
| 11                                                                                 | 18 | Lance Stroll     | Aston Martin-Mercedes | 72     | +20.087           | 11      |       |
| 12                                                                                 | 27 | Nico Hülkenberg  | Haas-Ferrari          | 72     | +20.840           | 14      |       |
| 16                                                                                 | 40 | Liam Lawson      | AlphaTauri-RBPT       | 72     | +26.147           | 19      |       |
| 14                                                                                 | 77 | Valtteri Bottas  | Alfa Romeo-Ferrari    | 72     | +27.388           | 18      |       |
| 15                                                                                 | 22 | Yuki Tsunoda     | AlphaTauri-RBPT       | 72     | +29.8933          | 17      |       |
| 16                                                                                 | 20 | Kevin Magnussen  | Haas-Ferrari          | 72     | +31.4104          | PL      |       |
| 17                                                                                 | 63 | George Russell   | Mercedes              | 72     | +55.754           | 3       |       |
| 18                                                                                 | 24 | Guanyu Zhou      | Alfa Romeo-Ferrari    | 63     | Col·lisió         | 15      |       |
| Ret                                                                                | 16 | Charles Leclerc  | Ferrari               | 41     | Danys p/col·lisió | 9       |       |
| Ret                                                                                | 2  | Logan Sargeant   | Williams-Mercedes     | 14     | Accident          | 10      |       |
| Volta ràpida: — Fernando Alonso (Aston Martin-Mercedes) – 1:13.837 (a la volta 56) |    |                  |                       |        |                   |         |       |
| Font:                                                                              |    |                  |                       |        |                   |         |       |

Notes
- ^1  – Inclòs punt extra per volta ràpida.
- ^2  – Sergio Pérez va finalitzar en tercer, però ser penalitzat en 5 segons per excès de la velocitat al pitlane.
- ^3  – Yuki Tsunoda va finalitzar 13è, però va ser penalitzat en 5 segons per col·lidir amb George Russell.
- ^4  – Kevin Magnussen va finalitzar 15è, però va ser penalitzat en 5 segons per no respectar la distància de 10 monoplaces amb el cotxe de seguretat present.

## Classificació després de la cursa
| Pos. | Pilot            | Punts | Canvis |
| ---- | ---------------- | ----- | ------ |
| 1    | Max Verstappen   | 339   | =      |
| 2    | Sergio Pérez     | 201   | =      |
| 3    | Fernando Alonso  | 168   | =      |
| 4    | Lewis Hamilton   | 156   | =      |
| 5    | Carlos Sainz Jr. | 102   | 2      |

| Pos. | Constructor           | Punts | Canvis |
| ---- | --------------------- | ----- | ------ |
| 1    | Red Bull-RBPT         | 540   | =      |
| 2    | Mercedes              | 255   | =      |
| 3    | Aston Martin-Mercedes | 215   | =      |
| 4    | Ferrari               | 201   | =      |
| 5    | McLaren-Mercedes      | 111   | =      |